# 대런 서덜랜드
대런 존 서덜랜드(영어: Darren John Sutherland, 1982년 4월 18일~2009년 9월 14일)는 아일랜드의 전 권투 선수이다. 아일랜드 국가대표 선수로 활동하여 2008년 하계 올림픽에서 남자 미들급 동메달을 획득했다. 이후 2008년 12월에 프로 선수로 전향했으며 우울증을 앓다가 2009년에 자살했다.